# East Riding County League
East Riding County League là một giải bóng đá Anh, gồm 6 hạng đấu, hạng cao nhất là East Riding County League Premier Division, nằm ở Cấp độ 13 trong Hệ thống các giải bóng đá ở Anh và góp đội cho Humber Premier League.

## Các câu lạc bộ hiện tại mùa giải 2015–16
- Premier Division

Beverley Town Dự bị | Bridlington Sports County | Bridlington Town Dự bị | Eddie Beedle | Goole United Dự bị | Holme Rovers | North Cave | North Ferriby United Academy | St. George | Sculcoates Amateurs Dự bị | Swinefleet Juniors Dự bị
- Division One

AFC Orchard | Beverley Town Academy | East Riding Rangers Dự bị | Hedon Rangers Dự bị | Hodgsons | Hornsea Town Dự bị  Lưu trữ ngày 7 tháng 4 năm 2016 tại Wayback Machine | Hunters Dự bị | Leven Members Club | Reckitts Dự bị | West Hull Amateurs
- Division Two

Apollo Rangers | Driffield Evening Institute Dự bị | Eastern Raiders | Haltemprice | Hutton Cranswick Sports & Recreation Association | Middleton Rovers | Newland St. John's | Orchard Park | Queens County | Roos | Skirlaugh | Wawne United Dự bị
- Division Three

AFC North | Easington United Dự bị | FC Georgie's Bar | Gilberdyke Phoenix | Harchester United | Howden Dự bị | Longhill Ravens | South Cave United | South Park Rangers | Waterloo | Wawne United 'A'
- Division Four

AFC Duke of York | AFC Northfield Dự bị | Driffield Red Lions | East Riding Rangers 'A' | Eastrington Village | Holme Rovers Dự bị | Hornsea Town 'A'  Lưu trữ ngày 7 tháng 4 năm 2016 tại Wayback Machine | Langtoft | Long Riston Dự bị | Skirlaugh Dự bị | Westella & Willerby County | Withernsea
- Division Five

AFC Hawthorn | AFC North Dự bị | C-Force United | Easington United Casuals | Hedon Rangers 'A' | Kingston Hull | Leven Members Club Dự bị | Little Driffield | Market Weighton United | Orchard Park Dự bị | Patrington | West Hull Amateurs Dự bị
- Division Six

AFC Hawthorn Academy | Banks Harbour | Brandesburton Dự bị | Cottingham Rangers | East Riding Rangers 'B' | Griffin Athletic | Market Weighton United Dự bị | Molescroft Rangers | New Cleveland Wolves | South Park Rangers Juniors | Withernsea Dự bị

## Đội vô địch
Premier Division
- 2008–09 – Howden Amateurs[1]
- 2009–10 – Hodgsons
- 2010–11 – Driffield Evening Institute
- 2011–12 – Little Weighton
- 2012–13 – Wawne United
- 2013–14 – AFC Rovers
- 2014-15 – Wawne United Dự bị